# Stapar
Stapar (serbocroata cirílico: Стапар) es un pueblo de Serbia, constituido administrativamente como una pedanía de la ciudad de Sombor en el distrito de Bačka del Oeste de la provincia autónoma de Voivodina.
En 2011 tenía 3282 habitantes, casi todos étnicamente serbios.
El pueblo tiene su origen en la colonización de la zona por alemanes étnicos por orden de María Teresa I de Austria. En algunos pueblos existía oposición a la colonización alemana: los habitantes serbios de Bokčenovići (o Bokčenovac) y Vranješevo, dos aldeas que se ubicaban cerca de Apatin, se dedicaron entre 1748 y 1752 a atacar a los barcos que pasaban por el Danubio en esta zona, bajo el liderazgo de Tanasko Lazić, que había participado en la recién terminada guerra de sucesión austríaca. Para frenar la piratería, se obligó a los habitantes de las dos aldeas a asentarse en la puszta de Prigrevica, quedando las dos aldeas abandonadas, y después fueron trasladados aquí para fundar el actual Stapar.
Se ubica unos 10 km al sur de Sombor, sobre la carretera 12 que lleva a Bačka Palanka.